# What Are You Doing the Rest of Your Life?
«What Are You Doing the Rest of Your Life?» (с англ. — «Что ты будешь делать со своей жизнью?») — песня, написанная Мишелем Леграном, Аланом и Мэрилин Бергманами для фильма «Счастливый конец» в 1969 году. Первый исполнитель — Майкл Дис. Песня была номинирована на премию «Оскар» как лучшая песню к фильму, но проиграла «Raindrops Keep Fallin’ on My Head». Песня также получила номинацию на «Золотой глобус».
Алан Бергман вспоминал, что для кинокартины Мишель Легран написал восемь мелодий, но все они по какой-то причине не подошли. Тогда Мэрилин Бергман предложила начальную строку «Чем ты будешь заниматься остаток жизни?», и это помогло композитору завершить мелодию песни на основе этой фразы. Мэрилин Бергман позже прокомментировала двойственное значение фразы «Чем ты занимаешься всю оставшуюся жизнь?» в фильме: её название намекает на предложение руки и сердца, которое Мэри Спенсер (которую играет Джин Симмонс) получила и приняла шестнадцать лет назад до событий сюжета ленты, но в контексте собственных текущих переживаний, этот же вопрос теперь должна задать она себе сама.

## Версия Барбры Стрейзанд
Свою версию песни записала Барбра Стрейзанд ещё в 1969 году для своего предполагаемого альбома The Singer. В середине ноября того же года был выпущен сингл. Тем не менее релиз упомянутого альбома так и не состоялся, а песня перекочевала в одну из следующих полноформатных работ американской певицы The Way We Were, который был выпущен в 1974 году. В рамках раскрутки данного лонгплея песня была повторно выпущена в качестве бисайда на сингле «The Way We Were» в 1973 году.
В период своего первого издания особого распространения сингл не получил, а вот уже в 1973 году в виде записи на оборотной стороне «The Way We Were» релиз ждал громкий успех. Заглавная песня смогла возглавить Billboard Hot 100.

### Восприятие
Профильная музыкальная пресса ещё в 1969 году благосклонно отреагировала на выход сингла. Американский еженедельник Billboard охарактеризовал композицию как захватывающую балладу, исполненную в очень чувственной манере и предрёк ей большой слушательский и коммерческий интерес. Cashbox также посчитал, что трек способен стать бестселлером, залогом чего назвал правильное сочетание артиста и материала, которое только усиливало магический магнетизм певицы.

### Список композиций
| №  | Название                                    | Автор(ы)                                     | Длительность |
| -- | ------------------------------------------- | -------------------------------------------- | ------------ |
| 1. | «What Are You Doing the Rest of Your Life?» | Мишель Легран, Алан Бергман, Мэрилин Бергман | 3:17         |

| №                   | Название            | Автор(ы)                     | Длительность |
| ------------------- | ------------------- | ---------------------------- | ------------ |
| 1.                  | «What About Today?» | Ричард Молтби мл., Дэвид Шир | 2:55         |
| Общая длительность: | Общая длительность: | Общая длительность:          | 6:12         |

## Прочие версии
В 1972 году Сара Воан записала свою версию песни для альбома Sarah Vaughan with Michel Legrand за аранжировку которого Мишель Легран получил «Грэмми».
Песня вошла в репертуар таких исполнителей как Фрэнк Синатра, Дасти Спрингфилд, Джонни Мэтис, Джули Эндрюс, Ширли Бэсси, Энди Уильямс, Дайана Росс, Билл Эванс и Джо Пасс и других.